# Movimento Democrático de Mulheres
Movimento Democrático de Mulheres (MDM) é uma associação não governamental portuguesa de mulheres cujas raízes se encontram nos antigos movimentos femininos, tais como a Liga das Mulheres Republicanas (1909-1919) ou o Conselho Nacional das Mulheres Portuguesas (1914-1947) e que surge das Comissões eleitorais de mulheres, criadas em 1968 no seio do Movimento de Oposição ao regime de Salazar, durante o período das eleições para os deputados à Assembleia Nacional. Após as eleições, as Comissões transformaram-se, por decisão unânime das mulheres que as compunham, no Movimento Democrático de Mulheres – MDM.

## Surgimento
Criado em 1968, sendo duas das suas fundadoras Helena Neves e Maria José Ribeiro. Segundo a membro do Movimento Dulce Rebelo, «surgiu tendo como objetivo a reivindicação de melhores salários, melhores condições de vida e de igualdade de direitos porque, apesar da forte repressão, as mulheres sempre se manifestaram contra a Guerra Colonial, a censura e a arbitrariedade da polícia política». Logo após a sua fundação, adere à Federação Democrática Internacional de Mulheres (FDIM).
Reclamando-se herdeiro de movimentos como a Liga Republicana das Mulheres Portuguesas (1909-1919) ou o Conselho Nacional das Mulheres Portuguesas (1914-1947), o MDM nasce das Comissões Eleitorais de Mulheres, criadas nas eleições de 1968, ligado à oposição ao regime de Salazar.
Em junho de 1969, o MDM participou no VI Congresso Mundial da FDIM em Helsínquia.
O Movimento realiza o 1.º Congresso Nacional a 21 de outubro de 1973, em Almada, onde aprova um conjunto de reivindicações das mulheres portuguesas. Entre elas, o fim das discriminações laborais, a implementação do da psicoprofilaxia do parto e o aborto legal.
No seu segundo Congresso, em 1975, foram reinvidicadas a igualdade de direitos entre mulheres e homens na futura Constituição, a protecção da maternidade, creches e escolas. Nesse mesmo ano, Maria Lamas se tornou-se a sua presidente honorária.
Ainda que existissem feministas na organização, esta não se identificava como uma organização feminista.

## Atualidade
O MDM tem participado na defesa de vários direitos das mulheres como igualdade de salário, proteção efetiva da maternidade, criação de creches e escolas, igualdade jurídica e direito à interrupção voluntária da gravidez.
Hoje em dia o MDM promove, entre diversas ações, encontros de trabalhadoras com sindicalistas que dão apoio e informações, encaminha as queixas que recebe para as entidades competentes e dá apoio em matéria de problemas sociais e laborais. Faz-se presente em assuntos que envolvem os direitos das mulheres, assim como promove anualmente, em Lisboa, e no Porto, nos primeiros sábados do mês de Março, manifestações nacionais em referência ao Dia Internacional da Mulher.
Integra o Conselho Consultivo da Comissão para a Igualdade e os Direitos das Mulheres e é membro da Federação Democrática Internacional das Mulheres.